# France 24

Заставка телеканала

«Франс 24» («France 24») — телеканал компании «Франс Медиа Монд», а также в 2005-2011 гг. анонимное общество, вещавшее по нему, до 2005 года называвшаяся «ЦФИИ» (CFII)

## Телевещательная деятельность компании
- с 6 декабря 2006 года France 24 на французском
- France 24 на английском
- France 24 на арабском
- France 24 на испанском

Доступны через спутниковое телевидение (с 9 января 2011 года стандарте 16:9.) и интернет (потоковое вещание на сайте France 24 и каналах France 24 на пяти каналах youtube, video on demand на каналах youtube (фрагменты отдельных передач)), в России до марта 2022 года «Франс 24» ретранслировалась по кабельным и спутниковым каналам.

## Деятельность компании France 24 в Интернете
- Сайт France 24 на французском, английском и арабском; 3 канала france 24 на youtube; По 3 страницы France 24 в Facebook и Twitter;
- Сайт телепрограммы Les Observateurs France 24 на французском, английской и арабском; 3 канала телепрограммы Les Observateurs France 24 на youtube; По 3 страницы Les Observateurs France 24 в Facebook и Twitter;
- Сайт Mashable France 24; Страница Mashable France 24 на facebook и twitter.

## Владельцы телекомпании «Франс 24»
Владельцами телекомпании являлись:
- в 2006-2008 гг.:
  - на 50% телекомпания «ТФ1»
  - на 50% государственный медиахолдинг «Франс Телевизьон»
- в 2008-2011 гг. государственный медиахолдинг «Внешний аудиовизуал Франции»

## Руководство телекомпании «Франс 24»
- (в 2005-2008 гг.)
  - наблюдательный совет (conseil de surveillance);
  - правление (directoire);
- (в 2008-2011)
  - административный совет, назначавшийся Президентом Республики по предложению Правительства, Высшим советом аудиовизуала, Сенатом, Национальным Собранием и трудовым коллективом;
  - президент с полномочиями генерального директора, которым по должности являлся президент с полномочиями генерального директора медиа-холдинга «Внешний аудиовизуал Франции», которому был подчинён генеральный директор.

## Финансирование
Телекомпания финансировалась Министерством экономики и финансов Франции.

## Передачи
Передачами являются преимущественно выпуски новостей, репортажи, а также обзоры прессы.
- The News — Новости
- In The Weeklies — В Еженедельнике
- Business — Бизнес
- The Business Interview — Бизнес Интервью
- Beyond Business
- The France 24 Interview — Франция 24 Интервью
- Environment — Окружающая среда
- Face-Off — Face-Off
- The France 24 Debate дебаты France 24
- Weather — Погода
- Health — Здоровье
- Fashion — Мода
- Culture — Культура
- World Generation — Мир поколения
- Lessons For the Future — Уроки на будущее
- Reporters — Репортёры
- Top Story — Top Story
- Web News — Веб-новости
- Sport — Спорт
- Caring
- The Week In Africa — Неделя в Африке
- The Week In Maghreb Неделя в Магрибе
- The Week In Asia Неделя в Азии
- The Week In Europe Неделе в Европе
- The Week In the Americas Неделя в Северной и Южной Америки
- The Week In the Middle East Неделя на Ближнем Востоке
- The Week In France Неделя во Франции
- Markets Рынки
- Opinions Мнения
- Report Репортаж
- Lifestyle Стиль жизни